# Jacksina-Gletscher
Der Jacksina-Gletscher ist ein Gletscher im Wrangell-St.-Elias-Nationalpark in den Wrangell Mountains im Südosten von Alaska. 
Der 15 km lange Talgletscher hat sein Nährgebiet auf einer Höhe von etwa 2400 m an der Ostflanke von Mount Jarvis und dessen Nordgipfel. Der 1,3 km breite Gletscher strömt in nordöstlicher Richtung. Er endet auf einer Höhe von etwa 1200 m. Die Gletscherzunge bildet die Quelle des Jacksina Creek, ein linker Nebenfluss des Nabesna River.